# Air Mekong
 (septembre 2018).
 (septembre 2018).
Air Mékong est une compagnie aérienne privée du Viêt Nam fondée en 2009. En juillet 2010, elle avait 4 avions (CRJ 900). Le premier vol sera en octobre 2010 (Phu Quoc-Hanoi, Phu Quoc-Ho Chi Minh-Ville). Quelques mois plus tard il y aura des vols Phu Quoc-Da Nang, Saigon-Da Lat, Saigon-Vinh, Hue-Saigon, Saigon-Da Nang, Saigon-Nha Trang.
La compagnie va concentrer ses opérations sur l'île de Phú Quốc, une destination touristique avec beaucoup de belles plages.
Depuis le 1er mars 2013, plus aucun vol n'est assuré par Air Mekong.

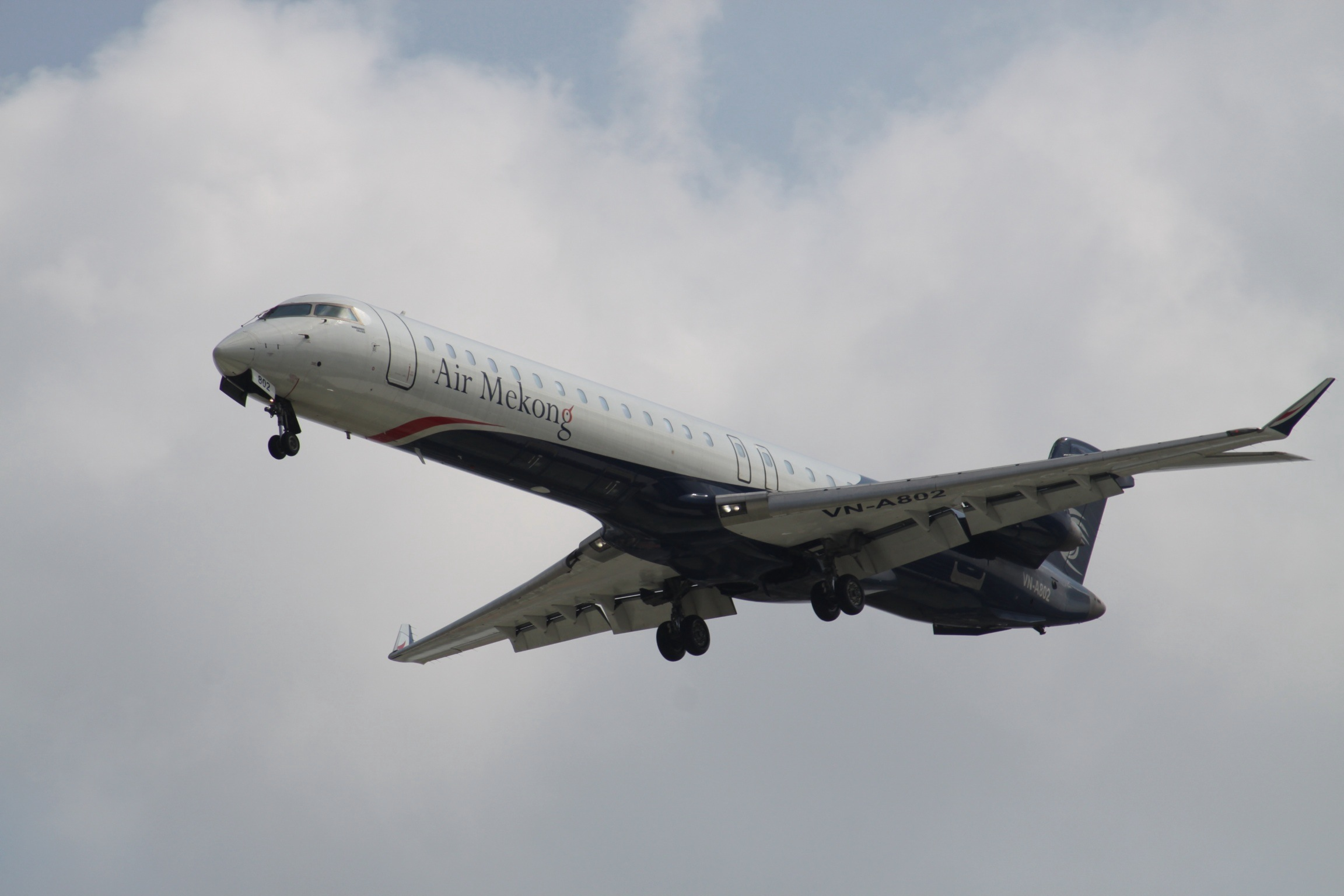
Canadair CRJ.900 d'Air Mekong